# Champion (azienda)
Champion è un'insegna francese di supermercati nata nel 1969 nella città di Bayeux e dal 1999 di proprietà del gruppo Carrefour.
L'insegna è anche presente in altri paesi d'Europa (Belgio, Polonia, Grecia, Spagna, Turchia), in America del Sud (Argentina, Brasile) e in Cina.
Nel 2006 Carrefour, in un'ottica di riorganizzazione e razionalizzazione della sua rete di vendita in tutto il mondo, ha chiuso molti supermercati Champion in Brasile, rinominando quelli rimasti con l'insegna Carrefour Barrio. La stessa strategia è in fase di implementazione in Francia e Spagna, dove i negozi Champion spariranno, rinominati con varie declinazioni del marchio Carrefour.

## Sponsorizzazioni
La catena di supermercati Champion ha sponsorizzato dal 1993 al 2008 la maglia a pois assegnata al miglior scalatore del Tour de France.